# 3175 Нетто
3175 Нетто (3175 Netto) — астероїд головного поясу, відкритий 16 грудня 1979 року.
Тіссеранів параметр щодо Юпітера — 3,519.